# Ufita
Az Ufita egy folyó Olaszország Campania régiójában, a Calore Irpino mellékfolyója. Formicola település mellett ered, majd Apice mellett beleömlik a Calore Irpinóba.